# Blinjski Kut
Blinjski Kut – wieś w Chorwacji, w żupanii sisacko-moslawińskiej, w mieście Sisak. W 2011 roku liczyła 277 mieszkańców.